# Bašići (gmina Šekovići)
Bašići (cyr. Башићи) – wieś w Bośni i Hercegowinie, w Republice Serbskiej, w gminie Šekovići. W 2013 roku liczyła 51 mieszkańców.